# Klad
Klad (grekiska: κλάδος klados, 'skott') är en term inom kladistiken. 
Klad syftar på en gren i ett kladogram, det vill säga "utvecklingsträdet". Denna gren kan vara större eller mindre, men den är sammanhängande – det vill säga att grenen innehåller alla ättlingar till sin närmaste gemensamma förfader. Gruppen är sålunda en monofyletisk grupp av organismer.
En klad är en vetenskaplig hypotes angående evolutionära släktskap mellan organismer som baserar sig på data från en kladistisk analys. Det vill säga, beroende på vilka ursprungsdata analysen utgår ifrån så kan en specifik klad ena gången ha stöd i analysen och en annan gång inte. Om kladen verkar robust oberoende av ursprungsdata så kan den bli underlag för taxonomin då kladen kan bli ett taxon och tilldelas ett namn och en rang.  
Idag är tanken att alla taxa bör vara klader väl utbredd om än kontroversiell. 